# 헛스윙
헛스윙(헛swing)는 야구, 소프트볼에서 타격 기술 중 하나이며 투수의 투구를 방망이에 맞히지 못한 것이다.

## 개요
헛스윙(헛swing)은 투수의 투구를 맞히지 못하고 방망이를 휘두른 것으로 타자의 선구안이 부족하거나 투수의 투구가 타자가 치지 못할 만큼 좋게 들어오게되면 타석에 있는 타자가 방망이를 그냥 휘두르게 되며 그것을 헛스윙이라고 한다. 이때 한번 휘두르면서 1스트라이크가 인정된다. 타석에 들어서서 3번의 공을 모두 헛스윙을 하게 되면 삼진아웃이 되며 타석을 벗어나야 한다.추가로,타자의 타구가 파울이 되었고, 2스트라이크 상황일 경우 이는 삼진으로 인정하지 않는다. 그러나 2스트라이크 이후 번트 타구 파울은 번트 실패 삼진이 되며, 부가적으로, 파울팁(타자의 방망이에 맞고 포수 미트에 들어간 것)은 파울이 아닌 삼진 처리 된다

## 같이 보기
- 타격